# Skilanglauf-Weltcup 1993/94
Der Skilanglauf-Weltcup 1993/94 war eine von der FIS organisierte Wettkampfserie. Der Weltcup  begann am 11. Dezember 1993 in Santa Caterina  und endete am 20. März 1994 in Thunder Bay. Höhepunkt der Saison waren die Olympischen Winterspiele 1994 vom 12. bis 27. Februar in Lillehammer. Die dort ausgetragenen Einzelwettbewerbe wurden auch als Weltcup-Veranstaltungen gewertet.

## Männer

### Podestplätze Männer
| Datum                        | Austragungsort | Disziplin                   | Sieger                                                                 | Zweiter                                                                      | Dritter                                                                |
| ---------------------------- | -------------- | --------------------------- | ---------------------------------------------------------------------- | ---------------------------------------------------------------------------- | ---------------------------------------------------------------------- |
| 11.12.1993                   | Santa Caterina | 30 km klassisch             | Wladimir Smirnow                                                       | Torgny Mogren                                                                | Niklas Jonsson                                                         |
| 18.12.1993                   | Davos          | 15 km Freistil              | Bjørn Dæhlie                                                           | Vegard Ulvang                                                                | Torgny Mogren                                                          |
| 19.12.1993                   | Davos          | 4 × 10 km Staffel klassisch | Norwegen ISture Sivertsen Vegard Ulvang Thomas Alsgaard Bjørn Dæhlie   | Russland IAndrei Kirillow Igor Badamschin Michail Botwinow Alexei Prokurorow | FinnlandJari Isometsä Harri Kirvesniemi Jukka Hartonen Mika Myllylä    |
| 21.12.1993                   | Toblach        | 10 km klassisch             | Wladimir Smirnow                                                       | Jari Isometsä                                                                | Sture Sivertsen                                                        |
| 22.12.1993                   | Toblach        | 15 km Verfolgung Freistil   | Wladimir Smirnow                                                       | Silvio Fauner                                                                | Bjørn Dæhlie                                                           |
| 09.01.1994                   | Kawgolowo      | 15 km klassisch             | Wladimir Smirnow                                                       | Bjørn Dæhlie                                                                 | Mika Myllylä                                                           |
| 15.01.1994                   | Oslo           | 15 km Freistil              | Wladimir Smirnow                                                       | Bjørn Dæhlie                                                                 | Mika Myllylä                                                           |
| 16.01.1994                   | Oslo           | 4 × 10 km Staffel Freistil  | FinnlandJari Räsänen Jukka Hartonen Mika Myllylä Jari Isometsä         | Italien ISilvano Barco Gianfranco Polvara Giorgio Vanzetta Silvio Fauner     | Norwegen IEgil Kristiansen Vegard Ulvang Bjørn Dæhlie Thomas Alsgaard  |
| Olympische Winterspiele 1994 |                |                             |                                                                        |                                                                              |                                                                        |
| 14.02.1994                   | Lillehammer    | 30 km Freistil              | Thomas Alsgaard                                                        | Bjørn Dæhlie                                                                 | Mika Myllylä                                                           |
| 17.02.1994                   | Lillehammer    | 10 km klassisch             | Bjørn Dæhlie                                                           | Wladimir Smirnow                                                             | Marco Albarello                                                        |
| 19.02.1994                   | Lillehammer    | 15 km Verfolgung Freistil   | Bjørn Dæhlie                                                           | Wladimir Smirnow                                                             | Silvio Fauner                                                          |
| 22.02.1994                   | Lillehammer    | 4 × 10 km Staffel           | ItalienMaurilio De Zolt Marco Albarello Giorgio Vanzetta Silvio Fauner | NorwegenSture Sivertsen Vegard Ulvang Thomas Alsgaard Bjørn Dæhlie           | FinnlandMika Myllylä Harri Kirvesniemi Jari Räsänen Jari Isometsä      |
| 27.02.1994                   | Lillehammer    | 50 km klassisch             | Wladimir Smirnow                                                       | Mika Myllylä                                                                 | Sture Sivertsen                                                        |
| 04.03.1994                   | Lahti          | 4 × 10 km Staffel           | Finnland ISami Repo Harri Kirvesniemi Jari Isometsä Jari Räsänen       | NorwegenKristen Skjeldal Anders Eide Egil Kristiansen Thomas Alsgaard        | Finnland IIKuisma Taipale Mika Kuusisto Karri Hietamäki Sami Heiskanen |
| 05.03.1994                   | Lahti          | 15 km Freistil              | Wladimir Smirnow                                                       | Bjørn Dæhlie                                                                 | Anders Bergström                                                       |
| 12.03.1994                   | Falun          | 30 km klassisch             | Harri Kirvesniemi                                                      | Mika Myllylä                                                                 | Sture Sivertsen                                                        |
| 13.03.1994                   | Falun          | 4 × 10 km Staffel Freistil  | Norwegen ISture Sivertsen Erling Jevne Vegard Ulvang Bjørn Dæhlie      | Italien ISilvano Barco Maurilio De Zolt Giorgio Vanzetta Silvio Fauner       | Schweden IAnders Bergström Torgny Mogren Lars Håland Henrik Forsberg   |
| 19.03.1994                   | Thunder Bay    | 50 km Freistil              | Alexei Prokurorow                                                      | Hervé Balland                                                                | Silvano Barco                                                          |
| 20.03.1994                   | Thunder Bay    | 4 × 10 km Staffel           | Norwegen IKrister Sørgård Vegard Ulvang Bjørn Dæhlie Thomas Alsgaard   | FinnlandSami Repo Mika Kuusisto Jari Isometsä Jukka Hartonen                 | SchwedenNiklas Jonsson Christer Majbäck Torgny Mogren Henrik Forsberg  |

### Weltcupstände Männer
| Rang | Name               | Punkte |
| ---- | ------------------ | ------ |
| 1.   | Wladimir Smirnow   | 830    |
| 2.   | Bjørn Dæhlie       | 680    |
| 3.   | Jari Isometsä      | 442    |
| 4.   | Mika Myllylä       | 430    |
| 5.   | Silvio Fauner      | 412    |
| 6.   | Vegard Ulvang      | 346    |
| 7.   | Thomas Alsgaard    | 326    |
| 8.   | Torgny Mogren      | 316    |
| 9.   | Alexei Prokurorow  | 294    |
| 10.  | Sture Sivertsen    | 289    |
| 11.  | Niklas Jonsson     | 243    |
| 12.  | Harri Kirvesniemi  | 229    |
| 13.  | Jari Räsänen       | 172    |
| 14.  | Marco Albarello    | 170    |
| 15.  | Maurilio De Zolt   | 153    |
| 16.  | Michail Botwinow   | 149    |
| 17.  | Erling Jevne       | 145    |
| 17.  | Johann Mühlegg     | 145    |
| 19.  | Giorgio Vanzetta   | 139    |
| 20.  | Anders Bergström   | 120    |
| 21.  | Jukka Hartonen     | 117    |
| 22.  | Christer Majbäck   | 116    |
| 23.  | Jan Ottosson       | 111    |
| 24.  | Silvano Barco      | 105    |
| 25.  | Hervé Balland      | 100    |
| 26.  | Kristen Skjeldal   | 97     |
| 27.  | Jochen Behle       | 96     |
| 28.  | Gianfranco Polvara | 92     |

| Rang | Name                   | Punkte |
| ---- | ---------------------- | ------ |
| 29.  | Gaudenzio Godioz       | 88     |
| 30.  | Luboš Buchta           | 87     |
| 31.  | Egil Kristiansen       | 83     |
| 32.  | Andrei Kirillow        | 75     |
| 33.  | Mika Kuusisto          | 72     |
| 34.  | Henrik Forsberg        | 67     |
| 35.  | Alois Stadlober        | 66     |
| 36.  | Gudmund Skjeldal       | 61     |
| 37.  | Igor Badamschin        | 55     |
| 38.  | Patrick Rémy           | 55     |
| 39.  | Wjatscheslaw Plaksunow | 52     |
| 40.  | Kazunari Sasaki        | 50     |
| 41.  | Krister Sørgård        | 50     |
| 42.  | Fulvio Valbusa         | 50     |
| 43.  | Jeremias Wigger        | 45     |
| 44.  | Fabio Maj              | 42     |
| 45.  | Wladimir Legotin       | 41     |
| 46.  | Sigurd Brørs           | 39     |
| 47.  | Anders Eide            | 39     |
| 48.  | Lars Håland            | 38     |
| 49.  | Markus Hasler          | 38     |
| 50.  | Alexander Worobjow     | 33     |
| 51.  | Mitsuo Horigome        | 29     |
| 52.  | Juan Jesús Gutiérrez   | 28     |
| 53.  | Nikolai Iwanow         | 27     |
| 54.  | Wladimir Jurin         | 27     |
| 55.  | Mathias Fredriksson    | 25     |
| 56.  | Václav Korunka         | 24     |

| Rang | Name                  | Punkte |
| ---- | --------------------- | ------ |
| 57.  | Sami Repo             | 24     |
| 58.  | Karri Hietamäki       | 22     |
| 59.  | Elmo Kassin           | 21     |
| 60.  | Gennadi Lasutin       | 20     |
| 61.  | Øyvind Mobakken       | 20     |
| 62.  | Peter Schlickenrieder | 17     |
| 63.  | Hiroyuki Imai         | 16     |
| 64.  | Gerhard Urain         | 16     |
| 65.  | Luciano Fontana       | 15     |
| 66.  | Jiří Teplý            | 14     |
| 67.  | Wiktar Kamozki        | 13     |
| 68.  | Sven-Erik Danielsson  | 12     |
| 69.  | Valery Rodokhlebov    | 12     |
| 70.  | Jaanus Teppan         | 9      |
| 71.  | Pavel Benc            | 8      |
| 72.  | Kuisma Taipale        | 8      |
| 73.  | Pawel Rjabinin        | 7      |
| 74.  | Todd Boonstra         | 6      |
| 75.  | Ihar Obuchou          | 6      |
| 76.  | Urmas Välbe           | 6      |
| 77.  | Terje Langli          | 5      |
| 78.  | Andrus Veerpalu       | 5      |
| 79.  | Jordi Ribó            | 2      |
| 80.  | Philippe Sanchez      | 2      |
| 81.  | Chris Blanchard       | 1      |
| 82.  | Hans Diethelm         | 1      |
| 83.  | Alexander Golubjow    | 1      |

## Frauen

### Podestplätze Frauen
| Datum                        | Austragungsort | Disziplin                  | Sieger                                                                      | Zweiter                                                                       | Dritter                                                                        |
| ---------------------------- | -------------- | -------------------------- | --------------------------------------------------------------------------- | ----------------------------------------------------------------------------- | ------------------------------------------------------------------------------ |
| 11.12.1993                   | Santa Caterina | 5 km klassisch             | Jelena Välbe                                                                | Ljubow Jegorowa                                                               | Stefania Belmondo                                                              |
| 12.12.1993                   | Santa Caterina | 4 × 5 km Staffel klassisch | RusslandSwetlana Nageikina Larissa Lasutina Nina Gawriljuk Jelena Välbe     | FinnlandPirkko Määttä Marja-Liisa Kirvesniemi Tuulikki Pyykkönen Marjut Rolig | NorwegenTrude Dybendahl Marit Wold Elin Nilsen Inger Helene Nybråten           |
| 18.12.1993                   | Davos          | 10 km Freistil             | Jelena Välbe                                                                | Stefania Belmondo                                                             | Manuela Di Centa                                                               |
| 21.12.1993                   | Toblach        | 15 km klassisch            | Manuela Di Centa                                                            | Ljubow Jegorowa                                                               | Jelena Välbe                                                                   |
| 22.12.1993                   | Toblach        | 4 × 5 km Staffel Freistil  | RusslandLarissa Lasutina Olga Danilowa Ljubow Jegorowa Jelena Välbe         | ItalienGuidina Dal Sasso Stefania Belmondo Gabriella Paruzzi Manuela Di Centa | NorwegenInger Helene Nybråten Inger Lise Hegge Marit Wold Elin Nilsen          |
| 08.01.1994                   | Kawgolowo      | 10 km klassisch            | Ljubow Jegorowa                                                             | Marja-Liisa Kirvesniemi                                                       | Jelena Välbe                                                                   |
| 15.01.1994                   | Oslo           | 15 km Freistil             | Ljubow Jegorowa                                                             | Manuela Di Centa                                                              | Natalja Martynova                                                              |
| 16.01.1994                   | Oslo           | 4 × 5 km Staffel Freistil  | RusslandSwetlana Nageikina Jelena Välbe Natalja Martynowa Ljubow Jegorowa   | ItalienBice Vanzetta Gabriella Paruzzi Manuela Di Centa Stefania Belmondo     | NorwegenAnita Moen Elin Nilsen Marit Wold Trude Dybendahl                      |
| Olympische Winterspiele 1994 |                |                            |                                                                             |                                                                               |                                                                                |
| 13.02.1994                   | Lillehammer    | 15 km Freistil             | Manuela Di Centa                                                            | Ljubow Jegorowa                                                               | Nina Gawriljuk                                                                 |
| 15.02.1994                   | Lillehammer    | 5 km klassisch             | Ljubow Jegorowa                                                             | Manuela Di Centa                                                              | Marja-Liisa Kirvesniemi                                                        |
| 17.02.1994                   | Lillehammer    | 10 km Verfolgung Freistil  | Ljubow Jegorowa                                                             | Manuela Di Centa                                                              | Stefania Belmondo                                                              |
| 22.02.1994                   | Lillehammer    | 4 × 5 km Staffel           | RusslandJelena Välbe Larissa Lasutina Nina Gawriljuk Ljubow Jegorowa        | NorwegenTrude Dybendahl Inger Helene Nybråten Elin Nilsen Anita Moen          | ItalienBice Vanzetta Manuela Di Centa Gabriella Paruzzi Stefania Belmondo      |
| 24.02.1994                   | Lillehammer    | 30 km klassisch            | Manuela Di Centa                                                            | Marit Mikkelsplass                                                            | Marja-Liisa Kirvesniemi                                                        |
| 04.03.1994                   | Lahti          | 4 × 5 km Staffel klassisch | NorwegenAnita Moen Inger Helene Nybråten Marit Mikkelsplass Trude Dybendahl | RusslandSwetlana Nageikina Larissa Lasutina Nina Gawriljuk Jelena Välbe       | FinnlandMarjut Rolig Tuulikki Pyykkönen Merja Lahtinen Marja-Liisa Kirvesniemi |
| 06.03.1994                   | Lahti          | 30 km Freistil             | Manuela Di Centa                                                            | Ljubow Jegorowa                                                               | Stefania Belmondo                                                              |
| 12.03.1994                   | Falun          | 10 km Freistil             | Manuela Di Centa                                                            | Jelena Välbe                                                                  | Trude Dybendahl                                                                |
| 13.03.1994                   | Falun          | 4 × 5 km Staffel Freistil  | RusslandSwetlana Nageikina Nina Gawriljuk Larissa Lasutina Jelena Välbe     | NorwegenAnita Moen Inger Helene Nybråten Marit Mikkelsplass Trude Dybendahl   | SchwedenAnna Frithioff Marie-Helene Östlund Antonina Ordina Lis Frost          |
| 19.03.1994                   | Thunder Bay    | 5 km klassisch             | Larissa Lasutina                                                            | Inger Nybråten                                                                | Swetlana Nageikina                                                             |
| 20.03.1994                   | Thunder Bay    | 10 km Verfolgung Freistil  | Manuela Di Centa                                                            | Larissa Lasutina                                                              | Ljubow Jegorowa                                                                |

### Weltcupstände Frauen
| Rang | Name                    | Punkte |
| ---- | ----------------------- | ------ |
| 1.   | Manuela Di Centa        | 790    |
| 2.   | Ljubov Jegorowa         | 740    |
| 3.   | Jelena Välbe            | 570    |
| 4.   | Stefania Belmondo       | 481    |
| 5.   | Larissa Lasutina        | 458    |
| 6.   | Swetlana Nageikina      | 368    |
| 7.   | Inger Nybråten          | 362    |
| 8.   | Nina Gawriljuk          | 356    |
| 9.   | Trude Dybendahl         | 319    |
| 10.  | Marja-Liisa Kirvesniemi | 264    |
| 11.  | Marit Wold              | 247    |
| 12.  | Kateřina Neumannová     | 229    |
| 13.  | Anita Moen              | 223    |
| 14.  | Antonina Ordina         | 211    |
| 15.  | Olga Danilowa           | 194    |
| 16.  | Marjut Rolig            | 172    |
| 17.  | Elin Nilsen             | 170    |
| 18.  | Natalja Martynowa       | 156    |
| 19.  | Pirkko Määttä           | 146    |
| 20.  | Marie-Helene Östlund    | 141    |
| 21.  | Sophie Villeneuve       | 135    |
| 22.  | Alžbeta Havrančíková    | 129    |
| 23.  | Sylvia Honegger         | 112    |
| 24.  | Olga Sawjalowa          | 111    |
| 25.  | Merja Kuusisto          | 95     |

| Rang | Name                       | Punkte |
| ---- | -------------------------- | ------ |
| 25.  | Tuulikki Pyykkönen         | 95     |
| 27.  | Gabriella Paruzzi          | 80     |
| 28.  | Guidina Dal Sasso          | 75     |
| 29.  | Iryna Taranenko-Terelja    | 72     |
| 30.  | Anna Frithioff             | 70     |
| 31.  | Fumiko Aoki                | 63     |
| 32.  | Bente Skari                | 62     |
| 33.  | Kathrine Rokke             | 50     |
| 33.  | Małgorzata Ruchała         | 50     |
| 35.  | Barbara Mettler            | 42     |
| 36.  | Anna-Lena Fritzon          | 39     |
| 37.  | Jelena Schalina            | 35     |
| 38.  | Inger Lise Hegge           | 26     |
| 39.  | Ľubomíra Balážová          | 23     |
| 40.  | Bernadeta Bocek-Piotrowska | 22     |
| 40.  | Piret Niglas               | 22     |
| 42.  | Iveta Zelingerová-Fořtová  | 21     |
| 43.  | Bice Vanzetta              | 20     |
| 44.  | Leslie Thompson            | 18     |
| 45.  | Sirpa Ryhänen              | 16     |
| 46.  | Brigitte Albrecht          | 14     |
| 46.  | Alena Sinkewitsch          | 14     |
| 48.  | Annika Evaldsson           | 13     |
| 48.  | Cecilie Mjøen              | 13     |
| 48.  | Vida Vencienė              | 13     |

| Rang | Name                   | Punkte |
| ---- | ---------------------- | ------ |
| 51.  | Dorota Kwaśny          | 12     |
| 52.  | Lis Frost              | 11     |
| 52.  | Maj Helen Sorkmo       | 11     |
| 52.  | Kari Uglem             | 11     |
| 55.  | Jelena Wolodina        | 10     |
| 56.  | Carole Stanisière      | 9      |
| 57.  | Marianne Dahlmo        | 8      |
| 57.  | Anke Reschwamm Schulze | 8      |
| 57.  | Sabina Valbusa         | 8      |
| 60.  | Mari Hietala           | 7      |
| 60.  | Nina Kemppel           | 7      |
| 60.  | Kristina Smigun        | 7      |
| 63.  | Marit Elveos           | 6      |
| 63.  | Halina Nowak           | 6      |
| 65.  | Natalia Kortschagina   | 5      |
| 66.  | Mićhalina Maciuszek    | 4      |
| 66.  | Cristel Vahtra         | 4      |
| 68.  | Evgeniya Kiseleva      | 3      |
| 69.  | Constanze Blum         | 2      |
| 69.  | Gudrun Pflüger         | 2      |
| 71.  | Mareena Brännare       | 1      |
| 71.  | Svetlana Kamotskaya    | 1      |
| 71.  | Isabelle Mancini       | 1      |